# Tenke Tibor (építész, 1924–1984)
Tenke Tibor (Sopron, 1924. szeptember 19. – Budapest, 1984. október 16.) Ybl Miklós-díjas építészmérnök, az Újpalotai lakótelep egyik tervezője

## Élete
Apja Tenke Lajos honvéd ezredes, anyja Neumayer Ilona háztartásbeli volt. A soproni Magyar királyi Rákóczi Ferenc honvéd főreáliskolában, majd a Magyar Királyi Honvéd Ludovika Akadémián tanult, ahol huszárhadnagyként végzett a második világháború utolsó szakaszában. 1944-ben Lengyelországba vezényelték, ahol Varsó alatt fegyvereket juttatott a partizánoknak, majd miután megtagadta az eskütételt Szálasira, a Gestapo bebörtönözte. Innen kiszabadulva azonban szovjet hadifogságba került, így csak három év elteltével térhetett haza.
Az 1950-es években, mint osztályidegen csak rajzolóként tudott elhelyezkedni a Mélyépítési Tervező Vállalatnál (Mélyépterv), ahol azonban tehetségesnek tartották és támogatták, hogy elvégezze a BME építészmérnöki karát, ahol 1959-ben, 35 évesen szerzett diplomát. A végzést követően a Lakótervnél helyezkedett el, majd az 1961-ben abból kivált Tervezésfejlesztési és Típustervező Intézetnél (TTI) dolgozott tovább.
A TTI-ben csúszózsalus-öntöttfalas építéstechnológiával is foglalkozott. Első jelentős munkája 1964-ben a Budafoki kísérleti lakótelep tervezése volt, melyhez Thoma Józseffel tervezték a jellegzetes csúszózsaluzatos középmagas lakóházakat. A házak lakásaiban nagyobb volt a lakóterület, de kisebb a konyha ám az épületek körülvettek egy szolgáltatóközpontot, melynek üzletei kiszolgálták az igényeket vendéglővel, mosodával. Ezt a tervet a szakma Ybl Miklós-díjjal értékelte.
Tenke ebben az időben figyelt fel Georges Candilisre, aki nagy hatást gyakorolt rá a szociális lakásépítés kérdéseiben kifejtett munkásságával. Callmeyer Ferenccel több hazai és nemzetközi pályázaton is indultak, számos sikert érve el. A Káposztásmegyeri lakótelep Mester Árpáddal, Callmeyer Ferenccel és Környe Tiborral készített terve ugyan első díjas lett az 1966-ban meghirdetett pályázaton, azonban mégsem ekkor és ez alapján épület meg a lakótelep, hanem másfél évtizeddel később a Zoltai István vezette csapat által készített tervek szerint. Legnagyobb munkájuk – Mester Árpáddal – mégis az Újpalotai lakótelep volt, aminek a tervei – eredeti munkacímén Páskomliget lakótelepként – 1966-ban készültek el.
Tenke felügyelte a lakótelepre épületeket tervező mérnökök munkáját, s ő maga tervezte az ún. víztoronyházat is, ami az egyetlen nem panel lakóépület a telepen 1970-től a MÉSZ Mesteriskolában fiatal építészeket tanított, illetve a CLASP könnyűszerkezetes építési rendszer honosításán dolgozott. Tenke számtalan kompromisszumot volt kénytelen kötni a tervezés során, koncepcionális elképzeléseiből sokat fel kellett áldoznia a magasabb lakásszámok oltárán, de a városépítészet összetettsége is számos kényszerpályát jelölt ki számára. Ezek a kompromisszumok, illetve az ezzel járó viták őrölték fel egészségét, s bár a lakótelep megtervezése után már egészen más típusú munkái voltak, 1984-ben szívinfarktusban elhunyt.
Tenke a háború utáni hazai építészet és városépítészet kimagasló személyisége volt, a Candilis szellemében készült beépítési koncepciója úttörő volt a korszakban. Korszerű gondolkodásmódja és az előremutató nemzetközi, candilisi városépítészeti trendekben való tájékozottsága hatással volt a következő építészgenerációra is.

## Emlékezete
2009. szeptember 26-án az építész halálának 25., Újpalota alapításának 40. évfordulóján avatták az újpalotai a Fő téren a Tenke Tibor-emlékkövet. Az emlékkő felállítását a helyi civil szervezeteket tömörítő Nyírpalota Társaság, és a kerületi önkormányzat kezdeményezte.

## Díjai
- Ybl Miklós-díj (II. fokozat) 1967,[11] a Budafoki kísérleti lakótelepért
- Állami Díj 1975[12] megosztva[13]
- Reitter Ferenc-díj 1980[14]